# سيزار فيرغارا
سيزار فيرغارا (بالإسبانية: César Vergara)‏ هو مدرب كرة قدم ولاعب كرة قدم تشيلي في مركز الدفاع، ولد في 14 يناير 1982 في كونثبثيون في تشيلي. لعب مع نادي كونسيبسيون ‏.

## وصلات خارجية
- سيزار فيرغارا على موقع قاعدة بيانات كرة القدم.إي يو (الإنجليزية)
- سيزار فيرغارا على موقع Soccerway.com (الإنجليزية)